# Alisa Galliamova
Alisa Galliamova (Região da Tartária, 18 de Janeiro de 1972) é uma enxadrista russa que detém o título de WGM e MI pela FIDE e ex-campeã mundial júnior de xadrez. Ela é casada com o GM Vassily Ivanchuk, um dos melhores enxadristas da atualidade.
Em 1997, ela venceu o Torneio de Candidatos feminino em Groningen, Países Baixos.  Foi então agendado o match com Xie Jun, que terminou em segundo, para Agosto do ano seguinte sendo que a vencedora disputaria o título mundial em Novembro com Zsuzsa Polgar.
Entretanto, após a partida ter sido agendada, Galliamova protestou devido ao fato de toda as partidas terem sido planejadas para ocorrer na China, lar da rival. A razão para isso foi que apenas a China estava financiando o evento.  Apesar de Galliamova querer que metade das disputas fossem em Kazan, Rússia, os russos não tinham o dinheiro requerido para financiar o evento Finalmente quando Galliamova desistiu do evento, Xie Jun foi considerada vencedora.
A FIDE então organizou o match para disputa do título entre Xie Jun e Polgar para Novembro de 1998.  Entretanto Polgar alegou que não poderia competir porque estava grávida e depois da FIDE ter reagendado o evento, alego que não poderia competir porque estava amamentando.
Depois de vários esforços terem sido feitos para organizar o evento, a FIDE declarou que Polgar havia abdicado do título mundial, e que o título estava vago. A FIDE então decidiu que Galliamova poderia voltar ao ciclo e disputaria o título mundial com Xie Jun. Desta vez, os russos patrocinaram metade do evento e a disputa ocorreu em Kazan, Rússia e Shenyang, China em Agosto de 1999, da maneira que Galliamova havia inicialmente exigido. Xie Jun venceu o match por 8.5 - 6.5 e se tornou campeã mundial.
Em Março de 2006, Galliamova novamente chegou as finais do campeonato mundialm, competindo contra Xu Yuhua. 